# Agreste (organisme)
Pour les articles homonymes, voir Agreste (homonymie).
 (décembre 2012).
Si vous disposez d'ouvrages ou d'articles de référence ou si vous connaissez des sites web de qualité traitant du thème abordé ici, merci de compléter l'article en donnant les références utiles à sa vérifiabilité et en les liant à la section « Notes et références ».
Agreste est la marque des publications du Service de la statistique et de la prospective du Ministère de l'Agriculture, de l'Agroalimentaire et de la Forêt, un service public de statistiques ministérielles.
Il est notamment l'auteur d'un dossier sur l'occupation des sols en France entre 1982 et 2018.